# Мальтийская пчела
Мальтийская медоносная пчела (лат. Apis mellifera ruttneri) — подвид западной медоносной пчелы. Происходит с Мальты. 
Есть гипотеза, что остров получил своё название именно из-за большого количества пчёл: название Μελίτη переводится как «сладкий мёд».

## Происхождение
Подвид впервые был описан В.С. Шеппардом в 1997 году, рассматривался как промежуточный между подвидами западного Средиземноморья и тропической Африки. Имеет африканское происхождение.
Изначально Apis mellifera ruttneri относили к эволюционной ветви М; современная классификация, уточнённая с использованием молекулярно-генетических маркеров, относит этот вид к ветви С.

## Характер и поведение
Пчела имеет относительно чёрный цвет. Она хорошо приспособлена к высоким температурам, сухому лету и прохладной зиме. Колонии имеют выводок круглый год и хорошо реагируют на смену времён года. Они хорошо чистят улей. Обычно роятся или вытесняют королеву, когда есть достаточно запасов (рои, как правило, появляются весной). Активно обороняются против ос, мышей и жуков; могут быть очень агрессивным по отношению к пчеловодам и другим людям. Колонии обладают некоторой устойчивостью к клещу Varroa destructor.

## История подвидов
Этот подвид считается вернувшимся после того, как клещ Varroa destructor был завезен на Мальту в 1992 году. В то время колонии пчел из-за границы были завезены, чтобы компенсировать потерю местных колоний. В 1997 году он был идентифицирован как подвид. Хорошо размножается с итальянским подвидом, образуя штамм, который успешно защищается от Варроа, имеет хороший выход меда и менее агрессивен. Хотя это несколько угрожает Мальтийскому подвиду как генетически уникальному, через несколько поколений он возвращается к своему естественному агрессивному состоянию.